# Søndermark Kirkegård
Søndermark Kirkegård er en kirkegård på Roskildevej på Frederiksberg. Den blev indviet i 1929 og er på 6 ha. Dens krematorium blev opført 1927-29 og er udsmykket af Einar Utzon-Frank.
I 1963 blev den karakteristiske askefællesgrav Birkelunden indviet.

## Kirkegården
Kirkegården på Roskildevej 59 blev planlagt af landskabsarkitekten G.N. Brandt.
Kirkegården er grundlagt på et tidligere gartneris område og ligger overfor Solbjerg Parkkirkegård kun adskilt af Roskildevej. Kirkegården er den nyeste af de tre kirkegårde på Frederiksberg, som alle administreres af Frederiksberg Kommune.
Mod nord langs Roskildevej afgrænses kirkegården af en teglstensmur. En port flankeret af to funktionærboliger åbner til en allé af kastanietræer, der fører frem til det store kapel i kapelkrematorie-komplekset. Funktionærboligerne er udlejet til privat beboelse.
I midten af alleen er anlagt en løgplæne omkranset af store kastanjer.
Ud over den store askefællesgrav er kirkegården udlagt i tradtionelle afdelinger, som generelt er holdt med lav bevoksning. Det muliggør et blik ud over området kun brudt af enkelte store træer og enkelte kunstværker.

## Kapelkrematorium
Det markante kapelkrematorium blev ligeledes indviet i 1929 baseret på et vinderforslag i en offentlig konkurrence fra 1926 af arkitekterne Frits Schlegel og Edvard Thomsen. Komplekset er opført i røde håndstrøgne teglsten, og facaden er udført med et mønster af nicher som i de romerske katakomber.
Komplekset består udover selve krematoriet af det store og lille kapel, en ventesal og en pergola med mindeplader.
Over indgangspartiet til det store kapel findes et relief af billedhuggeren Einar Utzon-Frank. Reliefet viser en engel med neg over en sokkel med det kristne symbol alfa og omega. Indgangpartiet og relieffet er hugget i bornholmsk granit.

## Urnesalen
Urnesalen ligger i det nordøstlige hjørne af kirkegården med bagsiden mod Roskildevej.

## Askefællesgrav
Søndermark Kirkegård var en af de første kirkegårde med askefællesgrav.
Den første fællesgrav var anlagt på arealet umiddelbart vest for kapelkrematoriebygningen.
Da den første fællesgrav ikke længere var tilstrækkelig, anlagdes en ny på den sydlige del af området. Den kaldes Birkelunden og blev taget i brug nytår 1963.

## Kendte personer begravet på Søndermark Kirkegård
- Uffe Brage-Andersen
- Ove Abildgaard
- Ebba Amfeldt (Birkelunden)
- Søren Arli
- Tove Bang (Birkelunden)
- Claes Baumbach (Birkelunden)
- Aage Bendixen (Birkelunden)
- Benny Bjerregaard
- Jytte Breuning
- Christel
- Benjamin Christensen (Birkelunden)
- John Christmas Møller
- Jørgen Clevin (Birkelunden)
- Lilian Ellis (nedlagt)
- Christian Flagstad (Birkelunden)
- Erik Frederiksen (Birkelunden)
- William Fridericia (Birkelunden)
- Einar Geert-Jørgensen (Birkelunden)
- Flemming Geill
- Svend Gredsted (Birkelunden)
- Ebbe Gørtz
- Sten Hegeler
- Gerhard Heilmann
- Astrid Henning-Jensen (Birkelunden)
- Bjarne Henning-Jensen (Birkelunden)
- Ejnar Hertzsprung
- Karl Hude
- Inge Hvid-Møller (Birkelunden)
- Else Hvidhøj (Birkelunden)
- Otto Hænning
- Kjeld Ingrisch (Birkelunden)
- Ingeborg Irminger
- Valdemar Irminger
- Ellen Jansø
- Kai Julian (Birkelunden)
- Poul Johannes Jørgensen
- Preben Kaas (Birkelunden)
- Ole Kiilerich
- Anker Kirkeby (fællesgrav)
- Gunnar Lauring (Birkelunden)
- Nanna Levison
- Mogens Lind (nedlagt)
- Otto Lington (Birkelunden)
- Lone Luther (Birkelunden)
- Lis Løwert
- Johannes Marott (Birkelunden)
- Henning Meyer
- Ole Monty (Birkelunden)
- Henning Møller
- Harald Nielsen
- Svend-Erik Nørregaard
- Baard Owe
- Susanne Palsbo
- Knud Pheiffer
- Knud Frederik Plesner
- Gotfred og Ingeborg Rode
- Børge Roger-Henrichsen (Birkelunden)
- Jørgen Roos
- Karl Roos
- Noemi Roos
- Harald Rue
- Walter Schwartz (Birkelunden)
- Franz Šedivý
- Ove Sprogøe (Birkelunden)
- Bodil Steen (Birkelunden)
- Karl Stegger (Birkelunden)
- Inger Stender (Birkelunden)
- Elga Olga Svendsen (Birkelunden)
- Søren Sørensen
- Knud Vad Thomsen (Birkelunden)
- Povl Møller Tåsinge
- Valdemar Vester
- Bjørn Watt Boolsen
- Arne Weel (Birkelunden)
- Henning Wellejus
- Bent Werther (Birkelunden)
- Hanne Winther-Jørgensen (Birkelunden)
- Inge Østergaard (nedlagt)